# Calvelhe
Calvelhe é uma aldeia portuguesa do Município de Bragança que foi sede da extinta Freguesia de Calvelhe, freguesia que tinha 22,59 km² de área e 97 habitantes (2011), e, por isso, uma densidade populacional de 4,3 hab/km². 
A Freguesia de Calvelhe foi extinta em 2013, no âmbito de uma reforma administrativa nacional, tendo sido agregada às freguesias de Izeda e Paradinha Nova, para formar uma nova freguesia denominada União das Freguesias de Izeda, Calvelhe e Paradinha Nova com a sede em Izeda.
Até 1853, Calvelhe pertenceu ao extinto concelho de Izeda e passou nessa data para o concelho (atual município) de Bragança.

## População
| População da freguesia de Calvelhe | População da freguesia de Calvelhe | População da freguesia de Calvelhe | População da freguesia de Calvelhe | População da freguesia de Calvelhe | População da freguesia de Calvelhe | População da freguesia de Calvelhe | População da freguesia de Calvelhe | População da freguesia de Calvelhe | População da freguesia de Calvelhe | População da freguesia de Calvelhe | População da freguesia de Calvelhe | População da freguesia de Calvelhe | População da freguesia de Calvelhe | População da freguesia de Calvelhe |
| ---------------------------------- | ---------------------------------- | ---------------------------------- | ---------------------------------- | ---------------------------------- | ---------------------------------- | ---------------------------------- | ---------------------------------- | ---------------------------------- | ---------------------------------- | ---------------------------------- | ---------------------------------- | ---------------------------------- | ---------------------------------- | ---------------------------------- |
| 1864                               | 1878                               | 1890                               | 1900                               | 1911                               | 1920                               | 1930                               | 1940                               | 1950                               | 1960                               | 1970                               | 1981                               | 1991                               | 2001                               | 2011                               |
| 296                                | 377                                | 474                                | 467                                | 397                                | 394                                | 326                                | 407                                | 449                                | 411                                | 335                                | 295                                | 180                                | 137                                | 97                                 |